# Вуд, Эллен (писательница)
Эллен Вуд (больше известна как Миссис Генри Вуд; англ. Ellen Wood (Mrs. Henry Wood); 1814—1887) — английская писательница, автор детективов и романов. Написала более 30 книг. Известность ей принёс роман «Ист-Лин» (East Lynne).

## Биография
Родилась в 1814 году в Вустере в семье преуспевающего торговца перчатками. До семи лет воспитывалась бабушкой и дедушкой. В это время её главными компаньонами были слуги, которые восхитили её рассказами о местной истории, призраках и сверхъестественных случаях (позже многие из этих рассказов войдут в её роман «Неприятности Миссис Халлибёртон» (Mrs Halliburton’s Troubles, 1862).
С детства страдала тяжелой формой искривления позвоночника, поэтому большую часть времени ей приходилось проводить лёжа или сидя в специальном кресле. Она никогда не могла поднимать хоть сколько либо тяжелые вещи и предпринимать длительные прогулки.
В 21 год вышла замуж за банковского работника Генри Вуда и, несмотря на проблемы со здоровьем, родила пятерых детей. Одно время семья жила во Франции, потом вернулась в Великобританию и поселилась в пригороде Лондона.
Когда у её мужа возникли финансовые затруднения, в поисках заработка откликнулась на объявление в газете, обещавшее 100 фунтов за лучший роман на тему умеренности и воздержания. Так появился первый роман Эллен Вуд «Дейнсбери Хаус» (Danesbury House, 1860), который выиграл главный приз данного конкурса.
Впрочем, предполагается, что она и до этого уже писала и публиковалась, но не под собственным именем.
В 1861 году вышел самый известный роман Эллен Вуд — «Ист-Лин» (East Lynne). Книгу выпустило издательство Bentley и интересно, что сначала несколько других издателей, кому отправляли «Ист-Лин» на рецензию, её отвергли. Был переведен на другие языки. В частности, в Российской империи вышел в 1864 году под названием "Тайна Ист- Линнского замка". Также по книге ставились пьесы.  Этот роман принес писательнице огромный успех. Тираж книги только в Англии составил 200 тыс. экземпляров.
Умерла Эллен Вуд 10 февраля 1887 года от бронхита, оставив наследникам весьма значительное для того времени состояние в 36 тыс. фунтов.

## Достижения
В общей сложности Эллен Вуд написала более 30 романов и 100 рассказов. Она стала родоначальницей «сериального детектива» — её произведения изначально публиковались частями в журналах, в них действовали, как правило, одни и те же персонажи.
Наибольшей популярностью пользовался роман «Ист-Лин» (East Lynne), который был переведен на все основные мировые языки; в России он вышел в 1862 году под названием "Ист-Линнъ" где в качестве автора указана Мистриссъ Генри Удъ. По книге ставились пьесы, имевшие успех, как, например, трёхактная драма «Мисс Мюльтон» (Miss Multon) французского автора Адольфа Бело́. Роман неоднократно экранизировался. Первый фильм был снят в 1902 году в Великобритании; последняя экранизация — телевизионная постановка 1982 года (также Великобритания).

## Оценки
При жизни была чрезвычайно популярна, причём не только в Англии. В 1872 году Лев Толстой в письме брату писал о том, что «читал прекрасный роман Миссис Генри Вуд «В лабиринте» (Within the Maze).
Отголоском популярности писательницы стало упоминание её имени во многих произведениях английских писателей. Например:

Совсем на днях одна дама, чей ребенок стал на некоторое время моим пациентом, уверяла меня, когда малыш строил гримасы, будто это указывает на то, что ему снятся ангелы. В романах миссис Генри Вуд этот симптом трактуется как безошибочное предвестие ранней смерти.— Герберт Уэллс. «Чудесное посещение»

## Список опубликованных произведений
| Оригинальное название                                               | Год публикации* |  | Оригинальное название             | Год публикации* |
| ------------------------------------------------------------------- | --------------- |  | --------------------------------- | --------------- |
| Danesbury House                                                     | 1860            |  | Bessy Rane                        | 1870            |
| East Lynne                                                          | 1861            |  | George Canterbury’s Will          | 1870            |
| The Elchester College Boys                                          | 1861            |  | Dene Hollow                       | 1871            |
| A Life’s Secret                                                     | 1862            |  | Within the Maze                   | 1872            |
| Mrs. Halliburton’s Troubles                                         | 1862            |  | The Master of Greylands           | 1873            |
| The Channings                                                       | 1862            |  | Johnny Ludlow                     | 1874            |
| The Foggy Night at Offord: A Christmas Gift for the Lancashire Fund | 1863            |  | Bessy Wells                       | 1875            |
| The Shadow of Ashlydyat                                             | 1863            |  | Told in the Twilight              | 1875            |
| Verner’s Pride                                                      | 1863            |  | Adam Grainger                     | 1876            |
| Lord Oakburn’s Daughters                                            | 1864            |  | Edina                             | 1876            |
| Oswald Cray                                                         | 1864            |  | Our Children                      | 1876            |
| Trevlyn Hold (Squire Trevlyn’s Heir)                                | 1864            |  | Parkwater                         | 1876            |
| William Allair (Running away to Sea)                                | 1864            |  | Pomeroy Abbey                     | 1878            |
| Mildred Arkell                                                      | 1865            |  | Lady Adelaide                     | 1879            |
| Elster’s Folly                                                      | 1866            |  | Johnny Ludlow (вторая серия)      | 1880            |
| St. Martin’s Eve                                                    | 1866            |  | A Tale of Sin and Other Tales     | 1881            |
| Lady Adelaide’s Oath                                                | 1867            |  | Court Netherleigh                 | 1881            |
| Orville College                                                     | 1867            |  | About Ourselves                   | 1883            |
| The Ghost of the Hollow Field                                       | 1867            |  | Johnny Ludlow (третья серия)      | 1885            |
| Anne Hereford                                                       | 1868            |  | Lady Grace and Other Stories      | 1887            |
| Castle Wafer (The Plain Gold Ring)                                  | 1868            |  | The Story of Charles Strange      | 1888            |
| The Red Court Farm                                                  | 1868            |  | The Unholy Wish and Other Stories | 1890            |
| Roland Yorke                                                        | 1869            |  | Ashley and Other Stories          | 1897            |

(*) Первая публикация по каталогу Британской библиотеки